# Супер яки
„Супер яки“ (на английски: Superbad) е американска тийн комедия от 2007 г. на режисьора Грег Мотола с участието на Джона Хил и Майкъл Сера. Сценарият е на Сет Роугън и Евън Голдбърг, които започват да го пишат, когато и двамата са на 13 години, а по времето, когато са на 15, вече са готови с първата чернова. Личните имена на главните герои са същите като тези на Роугън и Голдбърг.